# Cristian da Silva
Cristian da Silva (Rosario, 3 febbraio 1971) è un ex calciatore argentino di ruolo difensore.. Ha giocato nella Major League Soccer dal 1996 al 1997 con due club, il N.Y./N.J. MetroStars.

## Carriera
Nato in Argentina, non si conoscono molte informazioni circa la carriera di da Silva; nel periodo tra il 1994 e il 1999 ha giocato con tre società di calcio statunitensi: il New Jersey Stallions, New York Metrostars e Staten Island. Con i Metrostars ha disputato tre stagioni in Major League Soccer, disputando complessivamente 39 partite in campionato e una in coppa nazionale.

## Statistiche
| Stagione          | Squadra              | Campionato        | Campionato | Campionato | Coppe nazionali | Coppe nazionali | Coppe nazionali | Coppe continentali | Coppe continentali | Coppe continentali | Altre coppe | Altre coppe | Altre coppe | Totale | Totale |
| Stagione          | Squadra              | Comp              | Pres       | Reti       | Comp            | Pres            | Reti            | Comp               | Pres               | Reti               | Comp        | Pres        | Reti        | Pres   | Reti   |
| ----------------- | -------------------- | ----------------- | ---------- | ---------- | --------------- | --------------- | --------------- | ------------------ | ------------------ | ------------------ | ----------- | ----------- | ----------- | ------ | ------ |
| 1996              | N.Y./N.J. MetroStars | MLS               | 20+2       | 0          |                 | -               | -               |                    | -                  |                    |             | -           | -           | 22     | 0      |
| 1997              | N.Y./N.J. MetroStars | MLS               | 14         | 0          | USOC            | 1               | 0               |                    | -                  |                    |             | -           | -           | 15     | 0      |
| 1998              | N.Y./N.J. MetroStars | MLS               | 3          | 0          |                 | -               | -               |                    | -                  |                    |             | -           | -           | 3      | 0      |
| Totale Metrostars | Totale Metrostars    | Totale Metrostars | 39         | 0          |                 | 1               | 0               |                    | -                  | -                  | -           | -           | -           | 40     | 0      |
| 1999              | Staten Island        |                   | -          | -          | USOC            | 1               | 0               |                    | -                  |                    |             | -           | -           | 1      | 0      |
| Totale carriera   | Totale carriera      | Totale carriera   | 39         | 0          |                 | 2               | 0               |                    | -                  | -                  | -           | -           | -           | 41     | 0      |